# Taras Rad
Taras Mikhaïlovitch Rad (en ukrainien : Тарас Михайлович Радь), né le 20 novembre 1999 à Ternopil, est un fondeur et biathlète handisport ukrainien.

## Biographie
À 14 ans, Rad souffre d'une blessure à la jambe mais son traitement s'est avéré inefficace, ce qui le contraint à se faire amputer la jambe pour survivre. Il commence à pratiquer le ski de fond handisport à 14 ans,.
À 18 ans, il participe aux épreuves de ski de fond et biathlon aux Jeux paralympiques d'hiver de 2018 au sein de l'équipe d'Ukraine. Il décroche une médaille d'or au biathlon assis 12,5 km hommes,,.